# Kikokushijo
Der Begriff Kikokushijo (jap. 帰国子女, dt. etwa „Heimkehrerkinder“) bezeichnet in Japan Kinder, die mit ihren Eltern lange Zeit im Ausland gelebt haben und nun wieder nach Japan zurückgekehrt sind.
Für Kinder ist die Wiedereingliederung in die japanische Gesellschaft eine weit größere Herausforderung als für ihre Eltern, da letztere meist aus Berufsgründen ins Ausland gehen, wo sie in japanischen Unternehmen arbeiten und kaum in Berührung mit den Gepflogenheiten des jeweiligen Aufenthaltslandes kommen. Die Kinder wiederum besuchen Schulen und Kindergärten des jeweiligen Landes. Dabei haben es jene Kinder, die während der Schulzeit nach Japan zurückkehren, besonders schwer. Sie werden von Mitschülern, sowie von Lehrern als Gaijin, also Ausländer, betrachtet, weil sie Verhaltensweisen aufweisen, die als rebellisch und unjapanisch gelten – beispielsweise eine kritische Auseinandersetzung mit dem Lehrstoff.